# 3450 Dommanget
3450 Dommanget eller 1983 QJ är en asteroid i huvudbältet som upptäcktes den 31 augusti 1983 av den belgiske astronomen Henri Debehogne vid La Silla-observatoriet. Den är uppkallad efter den belgiske astronomen Jean Dommanget.
Asteroiden har en diameter på ungefär 16 kilometer och den tillhör asteroidgruppen Padua.